# Chapelle Saint-Auguste
La Chapelle Saint-Auguste (en hongrois : Szent Ágoston-kápolna) est une chapelle catholique romaine de Budapest, située dans le quartier d'Újlipótváros. 